# Thủy điện Sông Hinh
Thủy điện Sông Hinh là công trình thủy điện trên dòng sông Hinh tại địa phận xã Ea Trol, huyện Sông Hinh, tỉnh Phú Yên, Việt Nam. Đập thủy điện cách thành phố Tuy Hòa độ 35 km về hướng Tây-Nam.
Thủy điện Sông Hinh có công suất 70 MW gồm 2 tổ máy, sản lượng điện hàng năm 370 triệu KWh, khởi công năm 1993 và hoàn thành năm 2001.
Hồ chứa nước Thủy điện Sông Hinh có mực nước dâng bình thường là 209 m, mực nước chết là 196 m, tổng dung tích hồ chứa 357 triệu m³. Cao trình đỉnh đập là 215 m, khả năng xả lũ cao nhất là 6.952 m³/giây.
Công trình này do Công ty cổ phần thủy điện Vĩnh Sơn-Sông Hinh vận hành và khai thác. Hiện công ty này đang có kế hoạch đầu tư nâng cấp hồ thủy điện Sông Hinh để tăng công suất công trình thêm 60 KW.